# Zsolt Baumgartner
Zsolt Baumgartner (ur. 1 stycznia 1981 r. w Debreczynie) – węgierski kierowca wyścigowy.
W latach 2003–2004 startował w Formule 1. Wcześniej ścigał się także w Formule Renault, niemieckiej Formule 3 i europejskiej Formule 3000.
W wyścigu Grand Prix Formuły 1 zadebiutował w barwach zespołu Jordana na węgierskim torze Hungaroring. W następnym sezonie ścigał się w barwach zespołu Minardi. W klasyfikacji generalnej sezonu 2004 zajął 20. miejsce z jednym punktem zdobytym w Grand Prix USA.
W 2007 r. został kierowcą testowym zespołu Minardi Team USA w serii Champ Car World Series.

## Wyniki

### Formuła 1
| Rok  | Zespół            | Samochód      | Silnik                 | Wyniki w poszczególnych eliminacjach | Wyniki w poszczególnych eliminacjach | Wyniki w poszczególnych eliminacjach | Wyniki w poszczególnych eliminacjach | Wyniki w poszczególnych eliminacjach | Wyniki w poszczególnych eliminacjach | Wyniki w poszczególnych eliminacjach | Wyniki w poszczególnych eliminacjach | Wyniki w poszczególnych eliminacjach | Wyniki w poszczególnych eliminacjach | Wyniki w poszczególnych eliminacjach | Wyniki w poszczególnych eliminacjach | Wyniki w poszczególnych eliminacjach | Wyniki w poszczególnych eliminacjach | Wyniki w poszczególnych eliminacjach | Wyniki w poszczególnych eliminacjach | Wyniki w poszczególnych eliminacjach | Wyniki w poszczególnych eliminacjach | Pkt. | Msc. |
| ---- | ----------------- | ------------- | ---------------------- | ------------------------------------ | ------------------------------------ | ------------------------------------ | ------------------------------------ | ------------------------------------ | ------------------------------------ | ------------------------------------ | ------------------------------------ | ------------------------------------ | ------------------------------------ | ------------------------------------ | ------------------------------------ | ------------------------------------ | ------------------------------------ | ------------------------------------ | ------------------------------------ | ------------------------------------ | ------------------------------------ | ---- | ---- |
| 2003 | Jordan Grand Prix | Jordan EJ13   | Ford RS1 3.0 V10       | Australia                            | Malezja                              | Brazylia                             | San Marino                           | Hiszpania                            | Austria                              | Monako                               | Kanada                               | Unia Europejska                      | Wielka Brytania                      | Francja                              | Niemcy                               | Węgry                                | Belgia                               | Włochy                               | Stany Zjednoczone                    |                                      |                                      | 0    | 24   |
| 2003 | Jordan Grand Prix | Jordan EJ13   | Ford RS1 3.0 V10       | -                                    | -                                    | -                                    | -                                    | -                                    | -                                    | -                                    | -                                    | -                                    | -                                    | -                                    | -                                    | NU                                   | 11                                   | -                                    | -                                    |                                      |                                      | 0    | 24   |
| 2004 | Minardi Cosworth  | Minardi PS04B | Cosworth CR-3L 3.0 V10 | Australia                            | Malezja                              | Bahrajn                              | San Marino                           | Hiszpania                            | Monako                               | Unia Europejska                      | Kanada                               | Stany Zjednoczone                    | Francja                              | Wielka Brytania                      | Niemcy                               | Węgry                                | Belgia                               | Włochy                               |                                      | Japonia                              | Brazylia                             | 1    | 20   |
| 2004 | Minardi Cosworth  | Minardi PS04B | Cosworth CR-3L 3.0 V10 | NU                                   | 16                                   | NU                                   | 15                                   | NU                                   | 9                                    | 15                                   | 10                                   | 8                                    | NU                                   | NU                                   | 16                                   | 15                                   | NU                                   | 15                                   | 16                                   | NU                                   | 16                                   | 1    | 20   |

### Podsumowanie startów
| Sezon | Zespół | Konstruktor      | Zgł. | PKT | P.   | P1 | P2 | P3 | Punkt. | PP | NO | NS | DK | NZ |
| --- | --- | ---------------- | ---- | --- | ---- | -- | -- | -- | ------ | -- | -- | -- | -- | -- |
| 2003 | Jordan Ford | Jordan-Ford      | 2    | -   | 23   | -  | -  | -  | -      | -  | -  | 1  | -  | -  |
| 2004 | Minardi Cosworth | Minardi-Cosworth | 18   | 1   | 20   | -  | -  | -  | 1      | -  | -  | 7  | -  | -  |
| Razem | 2 | 2                | 20   | 1   | 1x20 | -  | -  | -  | 1      | -  | -  | 8  | -  | -  |
| Sezon | Zespół | Konstruktor      | Zgł. | PKT | P.   | P1 | P2 | P3 | Punkt. | PP | NO | NS | DK | NZ |
| \| Legenda \| Legenda \| \| ------------------------------------------ \| ------------------------------------------------------------------------------------------------------------------------------------------------------------------------------------------------------------------------------------------------------------------------------------------------------------------------------------------------------------------------------------------------------------------------------ \| \| Zgł. PKT P. P1 P2 P3 Punkt. PP NO NS DK NZ \| Liczba zgłoszeń do wyścigów Liczba zdobytych punktów Pozycja zajęta w klasyfikacji generalnej Liczba zwycięstw Liczba drugich miejsc Liczba trzecich miejsc Wyścigi, w których kierowca punktował Liczba zdobytych pole position Liczba zdobytych najszybszych okrążeń Wyścigi, w których kierowca był niesklasyfikowany Wyścigi, w których kierowca był zdyskwalifikowany Wyścigi, do których kierowca się nie zakwalifikował \| | |                  |      |     |      |    |    |    |        |    |    |    |    |    |
| Legenda | |                  |      |     |      |    |    |    |        |    |    |    |    |    |
| Zgł. PKT P. P1 P2 P3 Punkt. PP NO NS DK NZ | Liczba zgłoszeń do wyścigów Liczba zdobytych punktów Pozycja zajęta w klasyfikacji generalnej Liczba zwycięstw Liczba drugich miejsc Liczba trzecich miejsc Wyścigi, w których kierowca punktował Liczba zdobytych pole position Liczba zdobytych najszybszych okrążeń Wyścigi, w których kierowca był niesklasyfikowany Wyścigi, w których kierowca był zdyskwalifikowany Wyścigi, do których kierowca się nie zakwalifikował |                  |      |     |      |    |    |    |        |    |    |    |    |    |